# Designated Survivor (Fernsehserie)/Episodenliste
Diese Episodenliste enthält alle Episoden des US-amerikanischen Politthrillers Designated Survivor, sortiert nach der US-amerikanischen Erstausstrahlung. Zwischen 2016 und 2019 entstanden in drei Staffeln insgesamt 53 Episoden mit einer Länge von jeweils etwa 42 Minuten. Nachdem sich Netflix die Rechte an der Serie sicherte, wurde eine zehnteilige dritte Staffel am 7. Juni 2019 veröffentlicht.

## Übersicht
| Staffel | Episodenanzahl | Erstausstrahlung USA | Erstausstrahlung USA | Deutschsprachige Erstveröffentlichung | Deutschsprachige Erstveröffentlichung |
| Staffel | Episodenanzahl | Staffelpremiere      | Staffelfinale        | Staffelpremiere                       | Staffelfinale                         |
| ------- | -------------- | -------------------- | -------------------- | ------------------------------------- | ------------------------------------- |
| 1       | 21             | 21. September 2016   | 17. Mai 2017         | 6. November 2016                      | 7. Juni 2017                          |
| 2       | 22             | 27. September 2017   | 16. Mai 2018         | 6. Oktober 2017                       | 25. Mai 2018                          |
| 3       | 10             | 7. Juni 2019         | 7. Juni 2019         | 7. Juni 2019                          | 7. Juni 2019                          |

## Staffel 1
Die Erstausstrahlung der ersten Staffel war vom 21. September 2016 bis zum 17. Mai 2017 auf dem US-amerikanischen Fernsehsender ABC zu sehen. Die deutschsprachige Erstveröffentlichung fand vom 6. November 2016 bis zum 7. Juni 2017 auf Netflix per Streaming statt.
| Nr. (ges.) | Nr. (St.) | Deutscher Titel            | Originaltitel            | Erstausstrahlung USA | Deutschsprachige Erstveröffentlichung (D/A/CH) | Regie                | Drehbuch                                  | Zuschauer (USA) |
| --- | --------- | -------------------------- | ------------------------ | -------------------- | ---------------------------------------------- | -------------------- | ----------------------------------------- | --------------- |
| 1 | 1         | Pilot                      | Pilot                    | 21. Sep. 2016        | 6. Nov. 2016                                   | Paul McGuigan        | David Guggenheim                          | 10,04 Mio.      |
| Dem Minister für Wohnungsbau und Stadtplanung, Thomas – genannt Tom – Kirkman, wird vom Präsidenten, nachdem dieser keine seiner Initiativen in sein politisches Programm übernehmen möchte, als Trostpreis nach seiner Ablösung ein Posten bei der ICAO angeboten, wodurch er statt in Washington, D.C. in Montreal arbeiten müsste. Seine Frau Alex ist dagegen, doch Tom scheint sich mit dem Verlust seines Ministeramtes abgefunden zu haben. Am selben Abend wird er zum Designated Survivor erklärt, während der Präsident seine Rede zur Lage der Nation im Kapitol hält, und muss solange an einem sicheren Ort verweilen. Tom schaut gemeinsam mit Alex die Rede über das Fernsehen an, als das Kapitol durch einen Anschlag zerstört wird. Tom und Alex werden gemeinsam mit dem Secret-Service-Agent Mike Ritter umgehend ins Weiße Haus gefahren und Tom durch die Nachfolgeregelung dort als Präsident der Vereinigten Staaten vereidigt. Der Druck u. a. des Militärs – insbesondere durch General Harris Cochrane – auf Tom ist groß. Als eine seiner ersten Maßnahmen reagiert er auf iranische Schiffsbewegungen in der für die Ölversorgung der westlichen Welt wichtigen Straße von Hormus mit einem Ultimatum gegenüber dem iranischen Botschafter. Danach muss er seine erste Rede zur amerikanischen Bevölkerung über das Fernsehen halten. In der Zwischenzeit hält sich Toms und Alex’ Sohn Leo ohne das Wissen der Eltern in einer Disko auf und handelt mit Drogen. Mike findet Leo und bringt ihn ebenfalls ins Weiße Haus. In einem vertraulichen Gespräch mit dem bisherigen stellvertretenden Stabschef des Weißen Hauses, Aaron Shore, deutet Cochrane an, dass er wegen Toms scheinbarer Untauglichkeit für das Amt des Präsidenten die Macht an sich reißen möchte. Die FBI-Agentin Hannah Wells, die vor Ort am Kapitol ermittelt und wohl selbst eine geliebte Person verloren hat, bleibt trotz oder gerade wegen zügig auftretender Hinweise kritisch bei der Ermittlung der Täter und geht nicht von einem aus dem Ausland gesteuerten Anschlag aus. |           |                            |                          |                      |                                                |                      |                                           |                 |
| 2 | 2         | Der erste Tag              | The First Day            | 28. Sep. 2016        | 13. Nov. 2016                                  | Brad Turner          | David Guggenheim Idee: Jon Harmon Feldman | 7,97 Mio.       |
| Die Fernsehrede hat nach Medienberichten wenig Vertrauen in den neuen Präsidenten erzeugt. Der Gouverneur von Michigan, James Royce, sagt sich von der Bundesregierung los und nimmt das Recht in die eigene Hand, indem er die Polizei anweist, wahllos Menschen muslimischen Glaubens zu verhaften. Erst als die Lage eskaliert und ein junger US-Bürger muslimischen Glaubens an den Folgen polizeilicher Übergriffe stirbt, lenkt Royce auf Druck des Präsidenten ein, wobei dieser mit nicht existenten Undercover-Agenten blufft. Ein Besuch Toms beim zerstörten Kapitol, der die Menschen beruhigen soll, endet vor laufenden Fernsehkameras im Chaos, da der Secret Service bei einem nahenden Mann fälschlicherweise von einem Attentäter ausgeht. General Cochrane hat weiter wenig Vertrauen, aber Tom tritt nach dem ersten diplomatischen Erfolg selbstbewusster auf und gibt sich bei den ersten nicht vollständig sicheren Untersuchungsergebnissen, die auf einen islamistischen Hintergrund des Anschlages deuten, skeptisch. Als zweite Designated Survivor tritt die republikanische Kongressabgeordnete Kimble Hookstraten auf. Sie unterstützt den Präsidenten. Hannah findet es verdächtig, dass ein solch durchgeplantes Verbrechen einen nicht-zündenden Sprengsatz hinterlässt, der schnell den Verdacht auf eine Terrororganisation in Afrika lenkt. Ungefähr einen Tag nach dem Anschlag kann ein Überlebender aus den Trümmern des Kapitols geborgen werden. |           |                            |                          |                      |                                                |                      |                                           |                 |
| 3 | 3         | Das Geständnis             | The Confession           | 5. Okt. 2016         | 20. Nov. 2016                                  | Sergio Mimica-Gezzan | Jennifer Johnson & Paul Redford           | 7,05 Mio.       |
| Das Weiße Haus wird Ziel eines Hackerangriffs, bei dem ein angebliches Bekennervideo von Majid Nassar, dessen Terrororganisation zuvor schon verdächtigt worden ist, übermittelt wird. Tom verlangt mehr Beweise und ordnet absolutes Stillschweigen über dieses Video an. Seine Legitimation als Präsident wird weiter in Zweifel gezogen, nachdem er in einem Interview bestätigt hat, dass der vorherige Präsident vorgehabt habe, ihm das Ministeramt zu entziehen. Bei dessen Trauerfeier verweigert dessen Sohn aus diesem Grund Tom das Halten der Trauerrede und lässt dafür die Abgeordnete Hookstraten sprechen. Diese bestätigt Tom nach der Rede, dass sie überlege, bei der nächsten Wahl für das Amt des Präsidenten zu kandidieren. Trotz Toms Anweisung wird das angebliche Bekennervideo veröffentlicht. Dafür ist Aaron verantwortlich, der behauptet, dies getan zu haben, um von dem vieldiskutierten Interview abzulenken und Amerika hinter dem Präsidenten gegen einen gemeinsamen Feind zu einen. Trotz allem ernennt Tom ihn zu seinem Stabschef sowie Emily Rhodes zu seiner Sonderberaterin. Aaron lässt sich nach seiner Ernennung eine Akte mit dem Namen Thomas Kirkman zuspielen. Hannah befragt Peter MacLeish – Kongressabgeordneter und einziger Überlebender des Anschlags –, der sich jedoch an nichts erinnern kann. Bei der Durchsicht des Videomaterials während der Rede im Kapitol fällt ihr auf, dass die letzte halbe Minute vor dem Anschlag fehlt, und später, dass MacLeish sich ausweislich hochgeladener Handyaufnahmen in dieser Zeit von seinem Platz entfernt hat. Hannah erhält zudem Gewissheit, dass ein Senator, zu dem sie eine Affäre unterhalten hat, bei dem Anschlag ums Leben gekommen ist. |           |                            |                          |                      |                                                |                      |                                           |                 |
| 4 | 4         | Der Feind                  | The Enemy                | 12. Okt. 2016        | 27. Nov. 2016                                  | Paul A. Edwards      | Dana Ledoux Miller & Jon Harmon Feldman   | 7,00 Mio.       |
| Nassar kann in Algerien ausfindig gemacht werden; auch findet man dort Sprengsätze baugleich denen, die im Kapitol eingesetzt wurden. Tom möchte zunächst einen militärischen Schlag vermeiden, um dem Agenten, der Nassars Aufenthaltsort aufgedeckt hat, Zeit zur Flucht zu geben. Währenddessen unternimmt Cochrane eigenmächtig Vorbereitungen für einen Luftschlag gegen Algerien und wird daraufhin von Tom entlassen. Erst als der Agent tot aufgefunden wird, befiehlt Tom die Einleitung des Militäreinsatzes. Er überzeugt zudem seinen Redenschreiber Seth Wright, sein neuer Pressesprecher zu werden. Gouverneur Royce sagt sich ein weiteres Mal von der Bundesregierung los und will wieder polizeilich gegen Menschen muslimischen Glaubens vorgehen. Tom schickt Emily nach Michigan, wo sie eine Demonstration gegen den Gouverneur beobachten soll. Als dieser Emily nach deren Ankunft in Michigan festsetzt, stellt Tom die Nationalgarde Michigans unter Bundeskommando, allerdings sagt diese stattdessen dem Gouverneur ihre Treue zu. Emily erreicht, dass Royce mit ihr nach Washington, D.C. reist, um dort mit Tom zu verhandeln; dieser lässt Royce ohne Emilys Wissen nach beider Eintreffen wegen Hochverrats verhaften. Alex versucht, die Abschiebung einer ihrer Mandantinnen zu verhindern, indem sie Hookstraten um einen Gefallen bittet. Hannah trifft sich ein weiteres Mal mit MacLeish, um mehr über dessen Verschwinden aus dem Plenum zu erfahren; diesem fehlt weiter die Erinnerung. Da sich herausstellt, dass er wohl aufgrund von Nachrichten seiner Frau über das Verschwinden der gemeinsamen Tochter zum Telefonieren hinausgegangen sein muss, gibt Hannah ihre Verdächtigungen vorerst auf. Am Abend erhält sie einen anonymen Anruf mit einer ungenauen Ortsangabe, an der sie mehr über MacLeish erfahren könne. |           |                            |                          |                      |                                                |                      |                                           |                 |
| 5 | 5         | Die Mission                | The Mission              | 26. Okt. 2016        | 4. Dez. 2016                                   | Paul A. Edwards      | Sang Kyu Kim & Michael Gunn               | 5,96 Mio.       |
| Während sich die Situation in Michigan beruhigt, befiehlt Tom die Bombardierung des Lagers von Nassar, doch ist dieser bereits geflohen. Er kann kurze Zeit später unter einem zivilen Krankenhaus ausfindig gemacht werden. Tom setzt Navy SEALs auf ihn an, um zivile Opfer möglichst auszuschließen und ihn zu verhaften. Er trifft sich vor dem Beginn des Einsatzes persönlich mit der Truppe. Tatsächlich kann die Eingreiftruppe Nassar lebend fassen, allerdings kommt der Einsatzleiter ums Leben; Tom macht sich dafür schwere Vorwürfe. Da MacLeish dem Präsidenten seine unbedingte Unterstützung zusichert, erwägen Toms Berater, dass Tom MacLeish bei einer Wahl zum Sprecher des Repräsentantenhauses unterstützen solle. Als MacLeish ablehnt, denkt Tom über ihn als Vizepräsidenten nach. Aaron macht sich über einen Ex-Freund von Alex, Jeffrey Meyers, kundig, der heute im Gefängnis sitzt, und konfrontiert sie in der Folge mit dessen Behauptungen, Meyers sei der Vater ihres Sohnes Leo; Alex kann dies nicht ausschließen. Hannah kann den Ort aus dem Telefonat als Raum im Kapitol ausmachen, welcher als geheimes Büro genutzt worden ist. Sie erfährt, dass sich MacLeish zum Zeitpunkt der Explosion dort aufgehalten hat. Von Hookstraten erhält sie die letzten Baupläne des Gebäudes. Hannah ermittelt, dass dieses Büro explosionssicher ummauert worden ist sowie dass alle Arbeiter der Firma, die vor Ort beteiligt gewesen sind, innerhalb von zwei Monaten ums Leben gekommen sind. Sie unterrichtet ihren Vorgesetzten, Jason Atwood, über den Sachverhalt und ihren dringenden Verdacht, dass MacLeish in den Anschlag verwickelt sei. Obwohl Atwood ihr glaubt, weist er sie an, vorerst niemandem von diesen Umständen zu erzählen. |           |                            |                          |                      |                                                |                      |                                           |                 |
| 6 | 6         | Das Verhör                 | The Interrogation        | 9. Nov. 2016         | 11. Dez. 2016                                  | Michael Katleman     | Barbie Kligman & Jenna Richman            | 5,56 Mio.       |
| Tom lädt alle amtierenden Gouverneure in die Hauptstadt ein, um ihre Zustimmung für die Kongresswahlen zu erhalten. Während des Empfangs kommt es zu einem Beschuss auf das Weiße Haus durch einen Einzeltäter, der sich auf den festgenommenen Nassar beruft. Mike tötet den Attentäter, wird dabei selbst schwer verletzt, erholt sich jedoch schnell wieder. Einige Gouverneure sind u. a. wegen Toms Verhalten gegen Royce skeptisch und fürchten, dass er Kritiker und politische Gegner kaltstellen könnte. Da er ihre Legitimation braucht, um sich überhaupt im Amt halten zu können, stimmt Tom entgegen seiner Überzeugung der Forderung zu, ein in Florida gelandetes Flugzeug mit syrischen Kriegsflüchtlingen nach Toronto aus den Vereinigten Staaten zu weisen und einen ausnahmslosen Einwanderungsstopp vorzubereiten; Alex ist darüber enttäuscht von Tom, da sie eigentlich schon erwirkt hat, die Flüchtlinge in einen anderen Bundesstaat zu überführen. Obwohl Hannah und Atwood erfahren, dass Tom überlege, MacLeish zum Vizepräsidenten zu ernennen, erzählen sie offiziell nichts von ihrem Verdacht. Sie versuchen, Zeit zu schinden, um die Spuren hinsichtlich MacLeishs Verwicklung in den Anschlag weiter zu verfolgen. Währenddessen fordern Aaron und Emily selbst Informationen an, die zum Ergebnis kommen, dass nichts gegen MacLeishs Ernennung zum Vizepräsidenten spreche. Beide teilen dies Tom mit, der nun glaubt, den geeigneten Kandidaten gefunden zu haben. Bei der Befragung von Nassar schaffen es Hannah und Atwood, dass dieser gesteht, nicht für das Attentat verantwortlich zu sein; sondern ein Unbekannter namens Catalan. Die beiden FBI-Agenten finden diesen Begriff nicht in ihren Datenbanken und vermuten, dass es sich entweder um eine Lüge Nassars handele oder die entsprechenden Daten so unter Verschluss stehen, dass selbst Atwood keine Sicherheitsfreigabe habe. Als sie Nassar ein weiteres Mal verhören wollen, erfahren sie, dass er tot in seiner Zelle vorgefunden worden ist. Seth freundet sich mit einer Reporterin im Weißen Haus an, die von ihm Informationen über den richtigen Vater von Leo haben möchte. |           |                            |                          |                      |                                                |                      |                                           |                 |
| 7 | 7         | Der Verräter               | The Traitor              | 16. Nov. 2016        | 18. Dez. 2016                                  | Fred Toye            | Jennifer Johnson & Michael Gunn           | 5,52 Mio.       |
| Nachdem Tom eine Leichtathletik-Auswahl vor deren Abflug nach Moskau verabschiedet hat, wird ihr Trainer dort aufgrund des Mitführens illegaler Dopingmittel verhaftet. Dieser arbeitet auch für die CIA und da die Russen darüber Kenntnis haben, verlangen sie eine gewichtige Gegenleistung für dessen Freilassung. Emily schlägt einen Ringtausch mit Saudi-Arabien vor, in dem man gegenseitig Geheimagenten freilässt. Als dies vollzogen wird, entpuppt sich der Trainer als Doppelagent und bleibt in Moskau; Tom ist angeschmiert, versichert aber den Russen, dies nicht zu vergessen. Gleichzeitig wird er mit den Aussagen von Meyers konfrontiert; es stellt sich heraus, dass Tom ebenso nicht sicher ist, ob Leo von ihm ist. In der Folge reist Alex ins Gefängnis, um Meyers zu treffen. Dieser erwartet für sein Schweigen eine vom Präsidenten gestützte Umwandlung seiner Strafe auf Bewährung. Seth gelingt es, dass die befreundete Journalistin statt der Geschichte um Leo über die Täuschung durch den zu den Russen übergelaufenen Doppelagenten schreibt. Atwood wird vom Präsidenten vorgeladen, um über seine Ermittlungen über Nassar zu berichten. Als das Gespräch im Beisein von MacLeish stattfindet, schweigt Atwood sich über alles Wichtige aus. Über einen Freund bei der CIA erfährt Hannah, dass Catalan – unter dem Namen Nestor Lozano – ein US-amerikanischer Söldner und Verräter sei; ihr wird eine Akte über ihn zugespielt und sie erinnert sich, dass sie ihn im Gefängnis bei Nassar gesehen hat. MacLeish übergibt dem FBI Unterlagen für eine Unbedenklichkeitsprüfung. Als Atwood und Hannah diese prüfen, erhält Ersterer einen Anruf, dass sein Sohn nicht von der Schule heimgekehrt sei. Als er ihn vergeblich beim Baseball-Training sucht, wird er von einer unbekannten Frau angesprochen, die seinen Sohn entführt habe und droht, diesen zu töten. Atwood solle ein Treffen beim Präsidenten arrangieren und dabei ihren Instruktionen folgen. |           |                            |                          |                      |                                                |                      |                                           |                 |
| 8 | 8         | Die Ergebnisse             | The Results              | 30. Nov. 2016        | 25. Dez. 2016                                  | Chris Grismer        | Paul Redford & Sang Kyu Kim               | 5,45 Mio.       |
| Einen Tag vor den geplanten Kongresswahlen treten nahe Kansas City, Missouri mehrere Infektionen mit Rizin auf. Tom und sein Beraterstab befürchten, dass es bei der Wahl zu weiterer solcher Fälle kommen könnte, da das Rizin von einer amerikanischen Terrormiliz auf Wahlautomaten angebracht worden ist. Zuerst will Tom die geplante Wahl absagen, als eine Wahlhelferin an den Folgen des Giftes stirbt; er entscheidet sich jedoch um, als er einen Fernsehbericht mit der Tochter der Helferin sieht und mit dieser telefoniert. Tom wendet sich in der Folge an die Öffentlichkeit und ruft ausdrücklich zum Wählengehen auf. Tatsächlich strömen, nachdem Tom selbst demonstrativ wählen geht, außerordentlich viele Menschen zu den Wahlurnen, die Rizin-Fälle stellen sich als Tat eines Einzelnen heraus. Leo wird in der Schule von einem Journalisten darüber befragt, wer sein Vater sei. Nachdem er seine Eltern damit konfrontiert, unterzieht sich Tom einem Vaterschaftstest. Der Sachverhalt bringt Vater und Sohn zum ersten Mal seit Toms Präsidentschaft wieder näher zusammen, beide wollen letztlich keinen Wert auf das Ergebnis legen, welches Tom als biologischen Vater von Leo ergibt. Atwood trifft die unbekannte Frau, Hannah, die sein Verhalten auffällig findet, folgt ihm unbemerkt. Sie schießt Fotos von der Unbekannten, findet sie anschließend aber nicht in den Datenbanken. Atwood erhält die Instruktionen für sein Gespräch mit dem Präsidenten. Er erklärt ihm, alleinverantwortlich für den Tod von Nassar zu sein, auch das Tötungsmittel – Thallium – kann er benennen. Direkt nach seinem Geständnis wird er verhaftet. Tom mag Atwoods Aussagen nicht recht glauben und ordnet Befragungen von dessen engsten Mitarbeitern an. Als Hannah zu Aaron vorgeladen wird, erhält sie kurz zuvor eine SMS mit der Anordnung zu schweigen, welcher sie folgt. Hannah kann die Verfasserin der eigentlich unterdrückten Nummer kontaktieren, die ihr – wie zuvor die Nummer des Büros im Kapitol – wieder einen ungenauen Begriff übermittelt. Nach Atwoods Verhaftung trifft sich MacLeish mit der Frau, die Atwoods Sohn entführt hat; es stellt sich heraus, dass beide zusammenarbeiten. |           |                            |                          |                      |                                                |                      |                                           |                 |
| 9 | 9         | Der Plan                   | The Blueprint            | 7. Dez. 2016         | 25. Dez. 2016                                  | Richard J. Lewis     | Dana Ledoux Miller & Michael Gunn         | 5,18 Mio.       |
| Ein Mitarbeiter der NSA stiehlt eine Festplatte mit Daten aus der Behörde. Er veröffentlicht daraus via WikiLeaks u. a. Informationen über minderschwere Vergehen der Kabinettsmitglieder von Toms Vorgänger; außer über Tom selbst. Später kommen aber Aussagen von Emily ans Licht, in denen sie einem langjährigen Senator Lüsternheit unterstellt; dieser hat im neu gewählten Senat eine führende Position und will, dass Emily entlassen wird. Aaron macht sich zu dem Whistleblower auf, der in der venezolanischen Botschaft um Asyl bittet. Im Austausch für ein kurzes Treffen mit dem Präsidenten übergibt er Aaron Material, das Emilys Vorwürfe bestätigt. Tom macht dem Senator schließlich klar, dass er zur Gesichtswahrung lieber zurücktreten solle; Emily bleibt in ihrer Funktion. Als Tom den Whistleblower trifft, übergibt dieser ihm die entwendete Festplatte mit dem Hinweis, deren Inhalt niemandem leichtfertig anzuvertrauen. In Toms Auftrag sucht Mike nach einer vom Whistleblower explizit erwähnten Datei; sie enthält eine Simulation der Regierung über eine Sprengung des Kapitols, die beinah exakt so bei dem Anschlag stattgefunden hat. Tom ist sicher, dass sich ein Verräter im engsten Kreis der Regierung befindet. Hannah ermittelt weiter gegen MacLeish und findet heraus, dass es sich bei dem jüngst zugespielten Begriff um ein Datum und die Initialen von MacLeish handelt. Als MacLeish in Afghanistan stationiert war, wurde er aufgrund seines persönlichen Einsatzes geehrt. Hannah glaubt diese Darstellung nicht und befragt gemeinsam mit Chuck Russink, einem Kollegen vom FBI, inoffiziell MacLeishs Kameraden. Beim zuletzt Besuchten, der inzwischen gefallen ist, findet Hannah ein Foto von MacLeishs Einheit, auf dem auch Lozano abgebildet ist. Von ihrem Kontakt bei der CIA erfährt sie, dass das Verteidigungsministerium die Wahrheit, wonach MacLeish und seine Kameraden ein Massaker begangen haben sollen, vertuscht habe. Sie kontaktiert Hookstraten – die inzwischen Sprecherin des Repräsentantenhauses ist und MacLeishs Anhörung zum Vizepräsidenten leitet – und möchte dem Ausschuss ihre Beweise vortragen. Auf dem Weg dorthin wird sie im Wagen von einem Fahrzeug gerammt. |           |                            |                          |                      |                                                |                      |                                           |                 |
| 10 | 10        | Der Eid                    | The Oath                 | 14. Dez. 2016        | 26. Dez. 2016                                  | Fred Toye            | David Guggenheim                          | 6,18 Mio.       |
| Hookstraten kann die Abstimmung über MacLeish nicht mehr hinauszögern, obwohl sie noch auf Hannah wartet. Während sich Seth, Aaron und Emily die Berichterstattung über die Abstimmung anschauen, kommen sich die Letztgenannten näher und küssen sich. Tom lässt den Urheber der Simulation ins Weiße Haus holen, der erklärt, nur ein ausgewählter Kreis habe Zugang zu der Datei gehabt. Der letzte noch Lebende ist General Cochrane, doch dieser will die Datei nie zu Gesicht bekommen haben; jemand aus dem Weißen Haus soll Cochrane nachträglich den Zugriff verweigert haben. Tom bittet Emily zu prüfen, wer mit dem Verteidigungsministerium gesprochen hat. Unter den möglichen Personen ist auch Aaron, der damals tatsächlich vom Apparat seines Vorgesetzten, Stabschef Charles Langdon, telefoniert hat. Hookstraten äußert dem Präsidenten gegenüber Zweifel an MacLeishs Tauglichkeit und informiert ihn auch über Hannahs Aussagen. Tom ist sich nun nicht mehr sicher, ob MacLeish sein geeigneter Stellvertreter ist. Hannah wird unmittelbar nach dem Unfall von einem Mann gewürgt, kann sich jedoch befreien und fliehen. Der Mann nimmt ihre Unterlagen an sich. Sie taucht bei Russink unter und recherchiert mit ihm den Aufenthaltsort ihrer unbekannten Informantin, welche sich als Mann, nämlich Langdon, herausstellt, von dem man bisher angenommen hatte, dass er bei dem Anschlag umgekommen sei. Bevor sie mit ihm sprechen kann, kommt es zu einem Schusswechsel mit einem Mann, den Hannah erschießen kann; Langdon hingegen flieht. Hannah findet bei der Leiche eine Schlüsselkarte, welche zu einem Hotelzimmer gehört, dessen Fenster zum Ort der Amtseinführung gerichtet sind. Dort positioniert sich Lozano mit einem Scharfschützengewehr, um Tom zu ermorden. Während MacLeish seine Vereidigungsformel spricht, kommt Hannah am Ort des Geschehens an. Unmittelbar vor dem Schuss des Attentäters schießt Hannah selbst vom Boden an den Fensterrahmen des Zimmers. Lozano erschrickt und gibt im Reflex einen Schuss ab. |           |                            |                          |                      |                                                |                      |                                           |                 |
| 11 | 11        | Die Kämpfer                | Warriors                 | 8. März 2017         | 29. März 2017                                  | Stephen Surjik       | Paul Redford & Carol Flint                | 5,86 Mio.       |
| Lozanos Schuss trifft Tom in die Brust, durchschlägt sie, verletzt ihn aber nicht tödlich. Er ist bei Bewusstsein, als er ins Krankenhaus gebracht und seine Verletzung versorgt wird. Da aber Projektilteilchen im Körper verblieben sind, muss Tom nachträglich unter Narkose operiert werden. Daher muss er sich gemäß dem 25. Verfassungszusatzartikel für die Dauer seiner Bewusstlosigkeit durch den Vizepräsidenten, MacLeish, als amtierender Präsident vertreten lassen. Nach mehreren Gesprächen mit seiner Frau, die ebenso in seinen Hochverrat involviert ist, ordnet MacLeish – trotz von Beratern entschieden vorgebrachter Zweifel wegen des Attentats – die Öffnung des Handels an den Börsenmärkten des Landes für den Folgetag an. Die Kurse fallen daraufhin dramatisch, was in MacLeishs Sinne scheint. Auch entscheidet er sich entgegen ebenso scharfer Kritik gegen die Verhaftung Lozanos und für einen sofort durchzuführenden finalen Rettungsschuss, um den Attentäter zu töten und eine Befragung auszuschließen. Trotz kleiner Komplikationen verläuft Toms Operation erfolgreich, sodass er schon kurz danach wieder als amtierender Präsident fungieren kann. Als er durch Alex von den Kursstürzen erfährt, zeigt er sich an einem Krankenhausfenster der Öffentlichkeit und beruhigt dadurch die weltweiten Börsenmärkte. Vor der Operation hat Tom noch Mike angewiesen, mit Hannah – die verhaftet worden ist – bzgl. MacLeish zu sprechen. Diese behält auch ihm gegenüber weiterhin ihr Wissen für sich; als Mike wieder gehen möchte, greift sie ihn scheinbar an und flüstert ihm vor ihrer Wiederergreifung unbemerkt für Außenstehende zu, ihren Kollegen Russink nach Catalan zu befragen. Mike kann nach dem Gespräch mit diesem erreichen, dass Hannah für eine Unterhaltung zu Tom ins Krankenhaus vorgelassen wird. Emily offenbart Alex gegenüber, dass Aaron womöglich in den Anschlag auf das Kapitol involviert sein könne. Alex bittet sie, Aaron von Tom fernzuhalten. Als Aaron erfährt, dass Emily dessen Telefondaten aus dem Weißen Haus angefordert habe, stellt er sie zur Rede; sie verweigert die Aussage und empfiehlt ihm, mit Tom persönlich zu sprechen. |           |                            |                          |                      |                                                |                      |                                           |                 |
| 12 | 12        | Das Ende vom Anfang        | The End of the Beginning | 15. März 2017        | 5. Apr. 2017                                   | Mike Listo           | David Guggenheim                          | 5,74 Mio.       |
| Hannah legt Tom ihre Beweise vor. Nach deren Durchsicht ist Tom überzeugt von MacLeishs Hochverrat, lässt sich ihm gegenüber aber nichts anmerken und bittet ihn sogar, weiterhin Öffentlichkeitstermine für ihn wahrzunehmen. Mike rät Tom, anderen gegenüber – auch Alex – keine Informationen über die Ermittlungen gegen MacLeish zu offenbaren. Von Emily erfährt Tom von Aarons mögliche Verstrickung in den Anschlag. Obwohl er ihn für unschuldig hält, veranlasst Tom eine Herabsenkung von Aarons Sicherheitsstufe, wodurch einfacher Daten zu seiner Entlastung zusammengetragen werden können. In einem Gespräch mit Hookstraten, die ihm wegen seiner Verschwiegenheit mit einem Untersuchungsausschuss droht, erklärt Aaron, dass der Vizepräsident auf die sofortige Ausschaltung des Schützen bestanden habe, sie dies aber für sich behalten solle. Hannah wird aus der Haft entlassen und versucht auf Toms Anweisung, Belastendes über MacLeish zu sammeln. Zuerst versucht sie es bei Atwood, der sein Geständnis widerrufen soll, es jedoch unterlässt, als er erfährt, dass sein Sohn immer noch nicht freigelassen worden ist. Erst als dessen Leichnam gefunden wird, kooperiert er und wird aus der Haft entlassen. Zuvor hat Hannah noch einmal einen von MacLeishs ehemaligen Kameraden aufgesucht und bei ihm mit angeblichen Ermittlungen solche Ängste geschürt, dass er dringend um ein persönliches Gespräch mit MacLeish bittet. In der Nacht treffen sich beide auf dem Nationalfriedhof Arlington und werden vom FBI abgehört. MacLeishs Frau erfährt über die Entführerin von Atwoods Sohn, dass Hannah nicht mehr in Haft säße und wittert eine Falle; sie fährt ihrem Mann hinterher. Als MacLeish angibt, in seiner Anhörung als Vizepräsident einen Meineid geschworen zu haben, stellt Hannah ihn. Nach einer gescheiterten Flucht nähert sich MacLeishs Frau von hinten mit einer Waffe an Hannah, erschießt jedoch erst ihren Mann und dann sich selbst. Obwohl Tom noch nicht wieder vollständig genesen ist, drängt er auf eine Rückkehr ins Weiße Haus. Bei seiner Entlassung aus dem Krankenhaus wird er von Mike über MacLeishs Tod informiert. |           |                            |                          |                      |                                                |                      |                                           |                 |
| 13 | 13        | Das Gegenfeuer             | Backfire                 | 22. März 2017        | 12. Apr. 2017                                  | Tara Nicole Weyr     | Sang Kyu Kim & Pierluigi Cothran          | 5,21 Mio.       |
| Wider besseres Wissen berichtet Tom seinem Stab, dass bei dem Tod der MacLeishs von einem erweiterten Suizid der Frau auszugehen sei, auch der Presse gegenüber erklärt er sich ähnlich. Bei einer späteren Pressekonferenz stellt der mit Hookstraten befreundete Journalist Abe Leonard Fragen zu MacLeishs Befehlen bei Lozanos Tod. Da Aaron diese Information mit Hookstraten geteilt hat, gibt er dies Tom gegenüber zu. Tom führt dies auf Aarons Erschöpfung zurück und fordert ihn mit dieser Begründung auf, sich einige Tage freizunehmen. Für diese Zeit wird Emily zur amtierenden Stabschefin ernannt, die sich nun mit der Bildung von Toms Kabinett beschäftigt. Ein hoch gehandelter Kandidat für das Amt des Außenministers sagt letztlich ab, schlägt aber den ehemaligen Präsidenten Cornelius Moss als Unterstützer vor; Tom zeigt sich einverstanden. Währenddessen werden die Sicherheitsvorkehrungen um das Weiße Haus verschärft. Alex sieht dies im Hinblick auf die gemeinsamen Kinder mit Sorge und schlägt Tom vor, allein mit den Kindern nach Camp David zu ziehen. Obwohl erst gespalten, stimmt er letztlich zu, als er die Isolation seiner Tochter in der Schule beobachtet. Hannah nimmt an der Beerdigung von Atwoods Sohn teil. Sie erfährt, dass Atwood aus dem Dienst entlassen worden ist und spürt seine Resignation. Er verweist sie seines Hauses, als er bemerkt, dass sie weiter nach den Drahtziehern des Anschlags ermittelt und den Eindruck gewinnt, sie habe ihn nur besucht, um dazu Informationen zu gewinnen. Im Verhör mit MacLeishs Kameraden erfährt Hannah, dass seine Einheit in Afghanistan in eine lebensbedrohliche Situation geriet und eher unabsichtlich dort ein Blutbad anrichtete, nachdem ein Deal zwischen Lozano und einem Milizenführer, zu dem die Einheit Lozano begleitet hatte, geplatzt war und die Afghanen die Einheit unter Feuer nahmen. Hannah geht anhand dieses Ereignisses von einer Radikalisierung MacLeishs aus, da die CIA die wahre Begebenheit vertuscht hat. Zusätzlich observiert sie Aaron. Als dieser abends nach Hause kommt, begegnet ihm sein ehemaliger Vorgesetzter Langdon. Dieser überredet Aaron, ihm für ein Gespräch zu folgen. |           |                            |                          |                      |                                                |                      |                                           |                 |
| 14 | 14        | Oberbefehlshaber           | Commander-in-Chief       | 29. März 2017        | 19. Apr. 2017                                  | Fred Toye            | Michael Gunn                              | 5,15 Mio.       |
| Aaron wird von Langdon um Hilfe gebeten und flieht; Aaron teilt danach dem FBI mit, dass Langdon kooperieren wolle. Zuerst spricht Hannah mit ihm und erfährt, dass die Entführerin von Atwoods Sohn – die sich Claudine Poyet nennt – Kontakt zu ihm aufgenommen und um Pläne zur Bedrohungslage des Kapitols gebeten habe. Tom gegenüber erklärt Langdon, dass er während des Anschlags nicht im Kapitol gewesen sei, und dass er aufgefordert worden sei, Tom an diesem Tag zum Designated survivor zu ernennen; warum könne er nicht sagen, vermutet aber Toms scheinbare Untauglichkeit für das Amt des Präsidenten, welche einen noch weitreichenderen Putsch begünstigt hätte. Nebenbei sieht sich Tom einer Bedrohungslage im afrikanischen Staat Naruba entgegen, in dem Putschisten die Hauptstadt bedrohen, wo sie wahrscheinlich ein Blutbad anrichten würden. Tom war in dieser Region selbst als Entwicklungshelfer tätig. Der Sicherheitsrat der Vereinten Nationen ist wegen des Vetos Russlands blockiert, so dass von dieser Seite ein Einschreiten nicht möglich ist, daher befiehlt Tom unilateral eine Bombardierung der Miliz; er kommt jedoch davon ab, als die Putschisten US-amerikanische Entwicklungshelfer als Geiseln nehmen, die bei dem Bombardement sterben würden. Unterstützt durch Moss, dessen Meinung Tom sehr schätzt und der erwirkt, dass eingefrorene Gelder der Putschisten wieder freigegeben werden, können die Geiseln befreit werden; im Anschluss wird ihm von Tom das Amt des Außenministers angeboten, welches er annimmt. Tom hat zwar versprochen, die Truppen der Putschisten nicht zu bombardieren, dies umfasst jedoch keine Infrastruktur. Durch die Zerstörung zweier Brücken rechnet Tom damit, die Putschisten mehrere Tage aufzuhalten, in denen Moss eine Lösung finden soll, die das Blutbad dort verhindert. Aaron scheint trotz der Entlastungen durch Langdon tief enttäuscht durch die Verdächtigungen gegen ihn. In einem Gespräch mit Tom erklärt er seinen Rücktritt als Stabschef, auch weil er ihn vor möglichen Skandalen um seine Person schützen möchte; trotzdem ist Tom dadurch tief getroffen. Im Hinblick auf Hannahs bisherige Leistungen entbindet Tom sie von ihrer Arbeit beim FBI und unterstellt sie vollkommen seinen Anordnungen, damit sie der Aufklärung der Verschwörung noch intensiver nachgehen kann. |           |                            |                          |                      |                                                |                      |                                           |                 |
| 15 | 15        | 100 Tage                   | One Hundred Days         | 5. Apr. 2017         | 26. Apr. 2017                                  | Kenneth Fink         | Dana Ledoux Miller                        | 5,19 Mio.       |
| Auf Moss’ Verweis, Tom habe bisher mehr reagiert als regiert, erklärt er in einer Ansprache an die Nation, dass er nach dem Überwinden der ersten Krise die ersten 100 Tage seiner Präsidentschaft erst ab jetzt zählen wolle. Dazu lädt er zu einer Bürgerversammlung ein, auf der er sich Fragen der Bevölkerung stellen möchte. Zuvor hat sich Alex ungeplant in einer Fragerunde nach einer Rede vor einem Frauenkreis für eine Verschärfung des Waffenrechtes ausgesprochen, welche der republikanische Senator Jack Bowman daraufhin zum Topthema macht. Tom bittet Alex, öffentlich zu erklären, dass sie sich als Privatperson und nicht für die Regierung geäußert habe, um dieses hochkontroverse Thema nicht als erstes auf eine Tagesordnung zu setzen, mit der wieder Einigkeit ins Land gebracht werden soll. Doch auch auf der Bürgerversammlung beklagt eine Mutter den Tod ihrer Tochter, die mit einer ohne Prüfung des Führungszeugnisses ausgehändigten Waffe getötet worden ist. Tom will zwar am 2. Zusatzartikel zur Verfassung festhalten, jedoch die Bestimmungen zur Überprüfung von Waffenkäufern deutlich verschärfen. Dazu lädt er die Spitzen des Kongresses ein, darunter auch Bowman. Obwohl anders besprochen, kündigt dieser ohne großen Einbezug des Weißen Hauses an, ein altes Gesetz des Kongresses, das solche Bestimmungen enthält, in der Formulierung jedoch untauglich ist, erneut zur Abstimmung vorzulegen; Tom möchte dies verhindern. Aaron beobachtet nun außerhalb des Weißen Hauses den Politikbetrieb. Er begleitet seine Cousine zu einem Vorstellungsgespräch bei einer Kongressabgeordneten und trifft dort Hookstraten, die ihm Hilfe anbietet und ihn zu ihrem Chefstrategen ernennt. Hannah ermittelt mit Russink Poyets wahren Namen, Brooke Mathison, die die Tochter eines unehrenhaft entlassenen Soldaten sein soll. Sie berichtet dies Atwood, der Hannah nun doch unterstützen möchte; allerdings schickt sie ihn fort, als sich offenbart, dass er seine Nerven nicht unter Kontrolle hat. Russinks Wohnung wird durch eine herbeigeführte Gasexplosion zerstört und er und Hannah müssen fliehen. Sie erfahren, dass der eigentlich zahlungsunfähige Waffenhersteller Browning Reed mehrere Immobilien unterhält, in denen sich Mathison verstecken könne. Tatsächlich finden Hannah und der ihr heimlich gefolgte Atwood sie in einem der Gebäude vor. Als Mathison – obwohl schon gestellt – eine verborgene Waffe zieht, muss Atwood sie erschießen. Auf einem Datenträger finden er und Hannah weitere Simulationen über Explosionen der Golden Gate Bridge, Freiheitsstatue und des Hoover Dam vor. |           |                            |                          |                      |                                                |                      |                                           |                 |
| 16 | 16        | Grenzen und Schwachstellen | Party Lines              | 12. Apr. 2017        | 3. Mai 2017                                    | Mike Listo           | Jenna Richman                             | 4,82 Mio.       |
| Während Bowman darauf spekuliert, dass der von ihm eingebrachte Gesetzesentwurf für strengere Waffenkontrollen im republikanisch dominierten Senat scheitert, strebt das Weiße Haus an, diese Ablehnung zu verhindern und das Gesetz im Repräsentantenhaus zu einer effektiven Bestimmung umzuarbeiten. Tom und sein Stab benötigen fünf Stimmen aus den Reihen Republikaner im Senat, damit dieser Plan gelingen kann. Dies gestaltet sich schwierig, da einige der Senatoren um ihre spätere Wiederwahl bei einem Ja fürchten. Da auch Hookstraten ein Interesse an einem positiven Ausgang für die Regierung hat, unterstützt sie Tom beim Werben um die Senatoren. Unmittelbar vor der Abstimmung hat das Weiße Haus 51 gegenüber 49 Senatoren auf seiner Seite. Im Zuge der Abstimmung selbst wechselt einer der überzeugten Senatoren überraschend zurück ins Nein-Lager. Dem gegenüber stimmt die Senatorin Vandenberg – die sich von einem eigentlich ungewollten Appell von Alex hat überzeugen lassen – überraschend für Ja, wodurch das Gesetz mit der knappsten möglichen Mehrheit angenommen wird. Hannah findet heraus, dass auch die bei Mathison vorgefundenen Simulationen von der Regierung stammen. So soll Mathison in den vergangenen Jahren des Öfteren nach North Dakota gereist sein, wo Browning Reed für weitere Immobilien weiterhin Grundsteuer bezahlt. Als Hannah gemeinsam mit Atwood zu einem dieser Orte fährt, finden sie zuerst nur eine unbebaute Fläche vor. Es stellt sich jedoch heraus, dass sich darunter ein Silo für eine Interkontinentalrakete befinden soll. Die beiden verschaffen sich Zugang zum demilitarisierten Silo. Als sie sich in einem dortigen Lager umsehen, finden sie Sprengsätze vor, wie sie auch beim Anschlag auf das Kapitol verwendet worden sind. Hannah vermutet, dass die Masse der Sprengsätze jene, die beim Kapitol eingesetzt worden sind, um ein Vielfaches übersteigt. |           |                            |                          |                      |                                                |                      |                                           |                 |
| 17 | 17        | Der neunte Sitz            | The Ninth Seat           | 19. Apr. 2017        | 10. Mai 2017                                   | Fred Toye            | Paul Redford                              | 5,06 Mio.       |
| Zur Wiederbesetzung des Obersten Gerichtshofes legt Tom der Führung des Kongresses eine von seiner Vertrauten Julia Rombauer erarbeitete und mit den Parteiführungen im Kongress vorbesprochene Liste vor, in der jeweils vier progressive und konservative sowie ein eher neutraler vorsitzender Richter vorgeschlagen sind. Die durch Bowman angeführten Republikaner machen jedoch nun gegen den neutralen Richter Vorbehalte geltend und pochen aufgrund ihrer Mehrheit im Senat auf fünf Kandidaten ihrer Seite. Sowohl Tom als auch die Demokraten sind gegen eine solche Besetzung, doch bitten die Republikaner um einen weiteren Vorschlag für den neutralen Richter. Tom schlägt Rombauer vor, die zuvor kein Richteramt innegehabt hat; sie muss jedoch ablehnen, da sie an einer frühen Demenz erkrankt ist, und schlägt vor, die Zahl der Obersten Richter vorerst bei acht zu belassen. Beide Fraktionen stimmen dem zu. Im Irak erfährt Leonard von Terroristen, dass Nassars Terrorgruppe nicht für den Anschlag auf das Kapitol verantwortlich ist und Lozano Nassar und seine Gruppe bezahlt habe, damit sie sich zu der Tat bekennen. Dieses Wissen will Leonard bei Seth und Hookstraten erweitern, doch beide geben nichts preis; trotzdem will er seine Erkenntnisse veröffentlichen, aber seine Redaktion lehnt wegen zu vieler Vermutungen ab. Später werden ihm Aufnahmen von MacLeishs Amtseinführung zugespielt, auf denen auch Hannah zu sehen ist. Ein Unbekannter kontaktiert ihn zusätzlich und verlangt ein Treffen. Hannah und Atwood werden in North Dakota auf einen kleinen Ort, in dem sie auffällig viele Fahrzeuge aus unterschiedlichen Bundesstaaten finden, sowie das Manifest Pax Americana aufmerksam, das ein neues Amerika durch einen blutigen Umsturz propagiert. Die vermeintliche Sekte dahinter trifft sich auf einem Privatgrundstück. Hannah und Atwood fahren nachts heimlich zu einem derer Treffen und sehen einen nahenden Hubschrauber. Aus diesem steigt der doch noch lebende Lozano aus. |           |                            |                          |                      |                                                |                      |                                           |                 |
| 18 | 18        | Lazarus                    | Lazarus                  | 26. Apr. 2017        | 17. Mai 2017                                   | Chris Grismer        | Jennifer Johnson                          | 5,11 Mio.       |
| 19 | 19        | Mesalliance                | Misalliance              | 3. Mai 2017          | 24. Mai 2017                                   | Norberto Barba       | Dana Ledoux Miller & Jenna Richman        | 4,62 Mio.       |
| 20 | 20        | Die Sensationsstory        | Bombshell                | 10. Mai 2017         | 31. Mai 2017                                   | Sharat Raju          | Sang Kyu Kim                              | 4,92 Mio.       |
| 21 | 21        | Auf alles gefasst          | Brace for Impact         | 17. Mai 2017         | 7. Juni 2017                                   | Fred Toye            | David Guggenheim                          | 5,07 Mio.       |

## Staffel 2
Die Erstausstrahlung der zweiten Staffel war vom 27. September 2017 bis zum 16. Mai 2018 auf dem US-amerikanischen Fernsehsender ABC zu sehen. Die deutschsprachige Erstveröffentlichung fand vom 6. Oktober 2017 bis zum 25. Mai 2018 auf Netflix per Streaming statt.
| Nr. (ges.) | Nr. (St.) | Deutscher Titel        | Originaltitel      | Erstausstrahlung USA | Deutschsprachige Erstveröffentlichung (D/A/CH) | Regie             | Drehbuch                               | Zuschauer (USA) |
| ---------- | --------- | ---------------------- | ------------------ | -------------------- | ---------------------------------------------- | ----------------- | -------------------------------------- | --------------- |
| 22         | 1         | Ein Jahr               | One Year In        | 27. Sep. 2017        | 6. Okt. 2017                                   | Chris Grismer     | Keith Eisner                           | 5,50 Mio.       |
| 23         | 2         | Der Haken              | Sting of the Tail  | 4. Okt. 2017         | 13. Okt. 2017                                  | Fred Toye         | Keith Eisner                           | 4,80 Mio.       |
| 24         | 3         | Ausbruch               | Outbreak           | 11. Okt. 2017        | 20. Okt. 2017                                  | Chris Grismer     | Ashley Gable                           | 4,61 Mio.       |
| 25         | 4         | Gleichgewicht          | Equilibrium        | 18. Okt. 2017        | 27. Okt. 2017                                  | Joe Lazarov       | Paul Redford & Keith Eisner            | 4,34 Mio.       |
| 26         | 5         | Esel                   | Suckers            | 25. Okt. 2017        | 3. Nov. 2017                                   | Fred Gerber       | Bill Chais                             | 3,94 Mio.       |
| 27         | 6         | Zwei Schiffe           | Two Ships          | 1. Nov. 2017         | 10. Nov. 2017                                  | Leslie Libman     | Jessica Grasl                          | 3,92 Mio.       |
| 28         | 7         | Familienbande          | Family Ties        | 15. Nov. 2017        | 24. Nov. 2017                                  | Milan Cheylov     | Pierluigi Cothran                      | 4,05 Mio.       |
| 29         | 8         | Zuhause                | Home               | 29. Nov. 2017        | 8. Dez. 2017                                   | Ian Toynton       | Pat Cunnane                            | 4,03 Mio.       |
| 30         | 9         | Drei-Briefe-Tag        | Three-Letter Day   | 6. Dez. 2017         | 15. Dez. 2017                                  | Jeannot Szwarc    | Bill Chais & Ashley Gable              | 3,87 Mio.       |
| 31         | 10        | Feuer                  | Line of Fire       | 13. Dez. 2017        | 22. Dez. 2017                                  | Chris Grismer     | Keith Eisner                           | 4,38 Mio.       |
| 32         | 11        | Trauer                 | Grief              | 28. Feb. 2018        | 9. März 2018                                   | Timothy Busfield  | Keith Eisner                           | 3,72 Mio.       |
| 33         | 12        | Unendliche Welten      | The Final Frontier | 7. März 2018         | 16. März 2018                                  | Sharat Raju       | Jeff Melvoin                           | 3,60 Mio.       |
| 34         | 13        | Erbsünde               | Original Sin       | 14. März 2018        | 23. März 2018                                  | Bosede Williams   | Ashley Gable                           | 3,69 Mio.       |
| 35         | 14        | Im Dunkeln             | In The Dark        | 21. März 2018        | 30. März 2018                                  | Carol Banker      | Bill Chais                             | 3,98 Mio.       |
| 36         | 15        | Der Gipfel             | Summit             | 28. März 2018        | 6. Apr. 2018                                   | Chris Grismer     | Jessica Grasl                          | 3,80 Mio.       |
| 37         | 16        | Schmutzige Bombe       | Fallout            | 4. Apr. 2018         | 13. Apr. 2018                                  | Joe Lazarov       | Tom Garrigus                           | 3,84 Mio.       |
| 38         | 17        | Krieg hat seinen Preis | Overkill           | 11. Apr. 2018        | 20. Apr. 2018                                  | Jeff T. Thomas    | Jeff Melvoin & Tracey Rice             | 3,29 Mio.       |
| 39         | 18        | Kirkmans Kampf         | Kirkman Agonistes  | 18. Apr. 2018        | 27. Apr. 2018                                  | Leslie Libman     | Pierluigi D. Cothran & Patrick Cunnane | 3,51 Mio.       |
| 40         | 19        | Führungskapazität      | Capacity           | 25. Apr. 2018        | 4. Mai 2018                                    | David Warry-Smith | Keith Eisner                           | 3,36 Mio.       |
| 41         | 20        | Druckmittel            | Bad Reception      | 2. Mai 2018          | 11. Mai 2018                                   | Chris Grismer     | Tom Garrigus & Jessica Grasl           | 3,47 Mio.       |
| 42         | 21        | Im Fadenkreuz          | Target             | 9. Mai 2018          | 18. Mai 2018                                   | Timothy Busfield  | Bill Chais & Ashley Gable              | 3,29 Mio.       |
| 43         | 22        | Bedingungslos          | Run                | 16. Mai 2018         | 25. Mai 2018                                   | Chris Grimer      | Keith Eisner                           | 3,54 Mio.       |

## Staffel 3
Die Erstveröffentlichung der dritten Staffel fand am 7. Juni 2019 auf Netflix per Streaming statt.
| Nr. (ges.) | Nr. (St.) | Deutscher Titel           | Originaltitel        | Erstveröffentlichung USA | Deutschsprachige Erstveröffentlichung (D/A/CH) | Regie            | Drehbuch                                       |
| ---------- | --------- | ------------------------- | -------------------- | ------------------------ | ---------------------------------------------- | ---------------- | ---------------------------------------------- |
| 44         | 1         | #DasSystemIstImEimer      | #thesystemisbroken   | 7. Juni 2019             | 7. Juni 2019                                   | Chris Grismer    | Adam Stein                                     |
| 45         | 2         | #Lawineneffekt            | #slipperyslope       | 7. Juni 2019             | 7. Juni 2019                                   | Peter Leto       | Dawn DeNoon                                    |
| 46         | 3         | #Privatsphäre             | #privateparts        | 7. Juni 2019             | 7. Juni 2019                                   | Timothy Busfield | Peter Noah                                     |
| 47         | 4         | #GeschichteSchreiben      | #makehistory         | 7. Juni 2019             | 7. Juni 2019                                   | Chris Grismer    | Ricardo Pérez González                         |
| 48         | 5         | #NichtsPersönliches       | #nothingpersonal     | 7. Juni 2019             | 7. Juni 2019                                   | Peter Leto       | Kendra Chanae Chapman                          |
| 49         | 6         | #WerKümmertSich           | #whocares            | 7. Juni 2019             | 7. Juni 2019                                   | Chris Grismer    | Drew Westcott                                  |
| 50         | 7         | #Identität/Krise          | #identity/crisis     | 7. Juni 2019             | 7. Juni 2019                                   | Sudz Sutherland  | Adam Stein                                     |
| 51         | 8         | #FurchtbareAngst          | #scaredsh*tless      | 7. Juni 2019             | 7. Juni 2019                                   | Sudz Sutherland  | Kendra Chanae Chapman & Ricardo Perez Gonzalez |
| 52         | 9         | #Unentschlossen           | #undecided           | 7. Juni 2019             | 7. Juni 2019                                   | Peter Leto       | Dawn DeNoon                                    |
| 53         | 10        | #WahrheitOderKonsequenzen | #truthorconsequences | 7. Juni 2019             | 7. Juni 2019                                   | Chris Grismer    | Peter Noah                                     |